# .pl
.pl è il dominio di primo livello nazionale assegnato alla Polonia.
Il gestore del dominio, Naukowa i Akademicka Sieć Komputerowa (NASK), è membro del CENTR (Council of European National Top-Level Domain Registries).

## Domini di secondo livello
Sono disponibili oltre 150 domini di secondo livello, alcuni dei quali relativi a località della Polonia.
Al 2013 tra i domini più popolari figurano:
- .com.pl
- .net.pl
- .org.pl
- .edu.pl
- .waw.pl - dominio regionale di Varsavia
- .info.pl
- .biz.pl
- .szczecin.pl - dominio regionale di Stettino
- .wroclaw.pl - dominio regionale di Breslavia
- .sklep.pl
- .warszawa.pl - dominio regionale di Varsavia
- .rzeszow.pl - dominio regionale di Rzeszów
- .opole.pl - dominio regionale di Opole
- .bydgoszcz.pl - dominio regionale di Bydgoszcz
- .olsztyn.pl - dominio regionale di Olsztyn